# 大畑站 (青森縣)

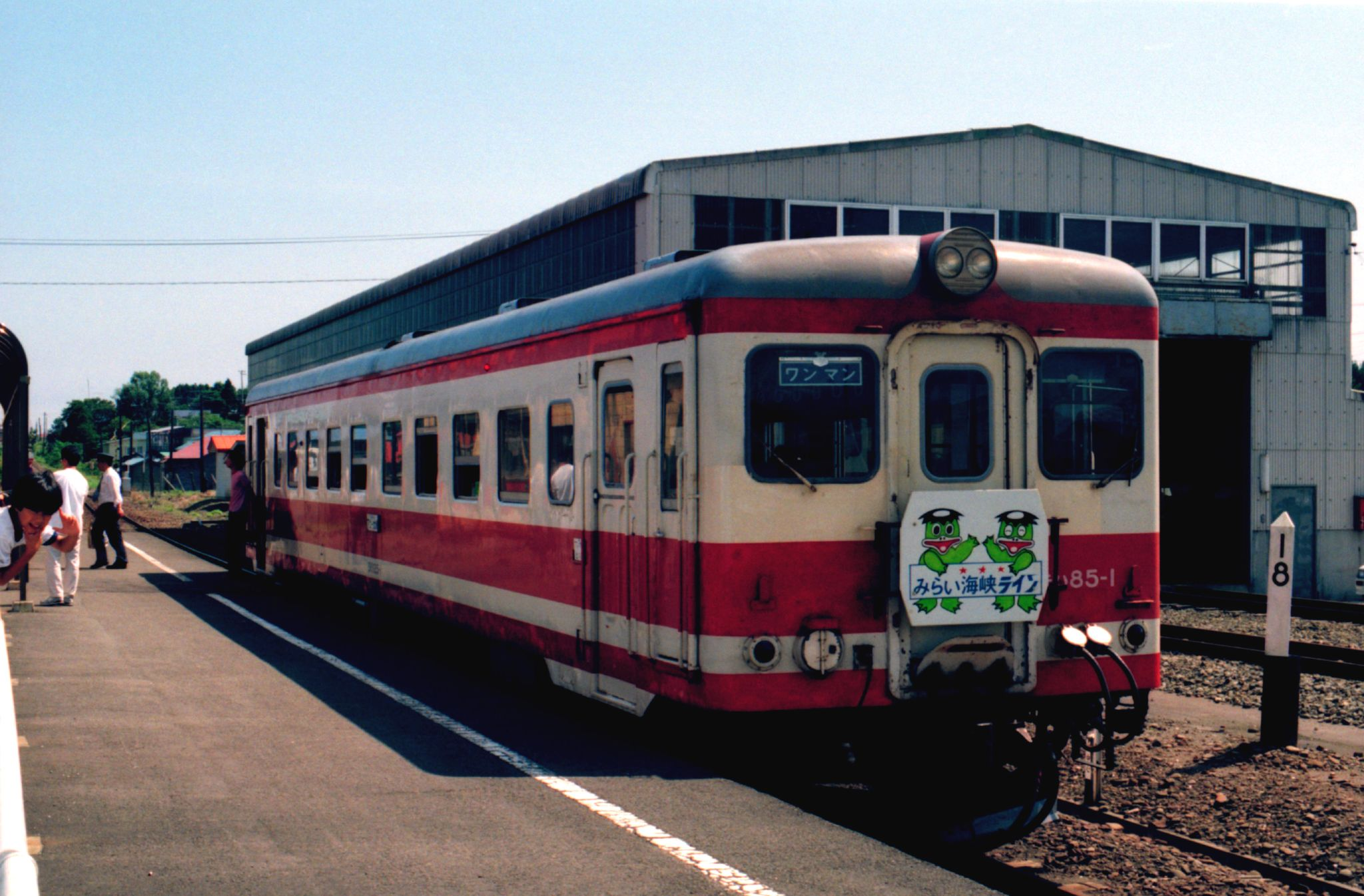
大畑站停站的KiHa85（1996年8月）

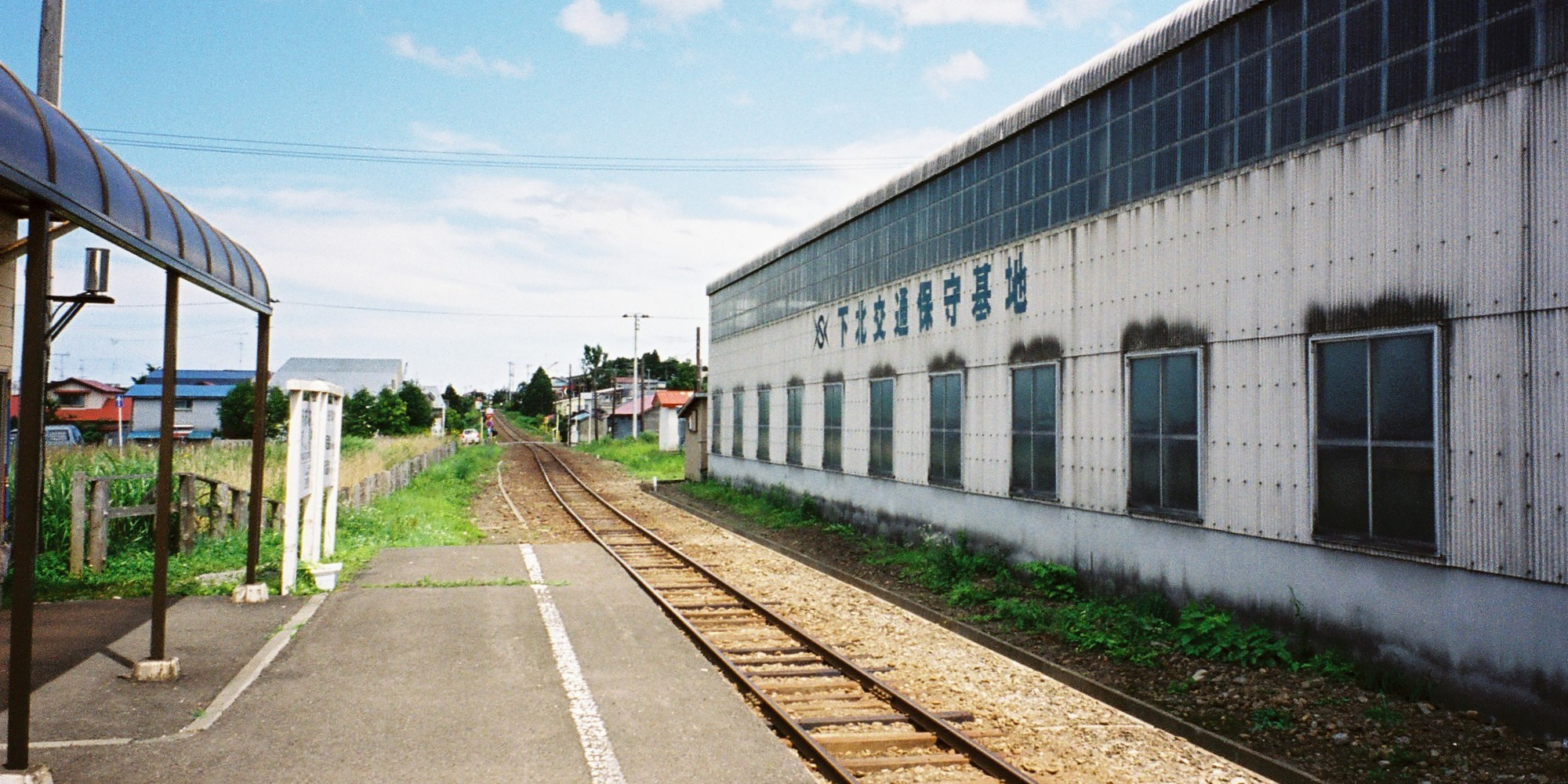
廢除前的月台和車廠。後方為下北方向。

大畑站（日语：／ Ōhata eki */?）是位於青森縣下北郡大畑町大畑庚申堂60番地（現時：陸奧市大畑町庚申堂），下北交通的大畑線車站（廢站）。
隨著大畑線廢除，此站於2001年（平成13年）4月1日廢除。此站為大畑線的終點站，同時為本州最北車站。車站大樓在廢站後變成下北交通大畑出張所。

## 歷史
- 1939年（昭和14年）12月6日 - 鐵道省大畑線車站啟用[1]。
- 1972年（昭和47年）3月15日 - 客運業務委托日本交通觀光社負責。
- 1975年（昭和50年）1月23日 - 貨運業務委托日本交通觀光社負責。
- 1984年（昭和59年）2月1日 - 結束處理貨物[1]。
- 1985年（昭和60年）7月1日 - 下北交通繼承國鐵大畑線[1]。
- 2001年（平成13年）4月1日 - 下北交通大畑站全線廢除，此站也廢除。

## 車站構造
截至車站廢除前，此站是地面車站，設有1面1線的單式月台。另外設有引込線、留置線和車廠。車站大樓內設有下北交通大畑出張所，該出張版內設有鐵道部門和巴士部門。車站大樓內的巴士售票處與鐵路售票處分開設置。大樓內另外設有商店。

## 廢除後（大畑出張所）
在車站廢除後，大樓內的大畑出張所只剩巴士部分。大樓內變成巴士候車室，同時設有巴士售票處。在車站廢除後，大樓內還有商店繼續營業，後來商店結業了。
巴士售票處的營業時間為早上9時至早上11時50分、中午12時30分至下午4時50分。逢星期三和六休息。在巴士售票處營業時間內，設有廣播系統。而每日出張所內設有職員當值，以進行巴士乘務員出勤等勞動管理。
巴士站名在廢站仍然使用「大畑站」這個名字。停靠的巴士路線可前往大間、佐井、陸奧巴士總站、下北站方向等。另外，也設有前往奧藥研方向的需求的士

## 保存車輛
月台、路軌和車廠在車站廢除後仍然存在，並停泊了一架於大畑線使用的KiHa85形柴油列車（舊 日本國鐵KiHa22形）作動態保存。在毎年4月至11月的第3個星期日，由日本航空（前 日本佳速航空）的飛行員組成了鐵路愛好會「NPO法人 GEMBU:大畑線KiHa85動態保存會」會把KiHa85形進行檢查和試行。

## 相鄰車站
下北交通
大畑線
正津川－大畑

## 注腳

## 外部連結
- 下北交通 （页面存档备份，存于）（日語）